# 華潤堂
華潤堂曾是香港健康及護理產品、服務連鎖店，成立於1999年，是從昔日華潤百貨中成药部门分拆出來的。2000年，首間華潤堂旗艦店開設於MCP新都城中心二期，兼售文具及運動用品，為華潤百貨現代版(後搬遷至同層鄰舖以一般華潤堂分店形式繼續營業)，於香港及中國內地共有92家店。2020年，其在中国内地的业务被华润三九收购。2024年10月8日，華潤堂宣布於2024年11月8日關閉香港全線分店。2024年11月8日，華潤堂正式全線結業，結束25年以來的營運。

## 曾經主要競爭對手
- 萬寧
- 屈臣氏個人護理店
- 健怡坊

## 外部連結
- 華潤堂 官方網站 （页面存档备份，存于）
- 華潤堂 官方的Facebook專頁